# 瑪麗娜·吉娜絲塔
瑪麗娜·吉娜絲塔·i·科洛马（1919年1月29日—2014年1月6日），法裔西班牙人、西班牙内战相關人物、全國勞工聯盟和統一社會主義青年的成員。在巴塞罗那軍事起事期間，她因為於科隆酒店上拍攝的一張相片而為人觸目。該張相片及後成為了西班牙内战的標誌性相片。

## 生平
1919年1月29日，吉娜絲塔在法國圖盧茲一個左派家庭中出生。他們一家及後移居到西班牙。她的父母英帕尔·科洛马·查尔梅塔（Empar Coloma Chalmeta）和布鲁诺·吉内斯特·马努本斯（Bruno Ginestà Manubens）都是裁缝师。在她11歲時，他們一家移居到巴塞隆拿。吉娜絲塔后来加入了加泰罗尼亚统一社会党。在內戰爆發期間，她轉而担任记者，並為苏联報章《真理报》的记者米哈伊尔·科尔佐夫提供翻譯。吉娜絲塔在战争结束前受了傷，並因此撤離到蒙彼利埃。納粹德國及後佔據了法國，於是她又再飛去多明尼加，在那跟一名前軍官結婚。1946年，她因為受到独裁者拉斐尔·特鲁希略迫害，而被迫離開當地，迁往委内瑞拉。1949年，她与丈夫离婚，并移居法国。1952年，吉娜絲塔与一位比利时外交官结婚，并回到巴塞罗那。1978年，她移居巴黎。2014年1月，她在巴黎逝世，終年94歲。

## 著名照片
她因為在1936年7月21日拍攝的一張照片而聞名於世。該張相片的拍攝地點為科隆酒店顶樓，當中展示身穿军装的吉娜絲塔拿着步槍擺姿勢的樣子。相片中她拿的是M1916西班牙毛瑟枪——西班牙军队所使用的步槍之一。製造商則為當地的奧維多工廠。因为她是一名记者，所以是次是她唯一一次接觸槍支的機會。 一些擁有社會主義傾向的報章很快就刊出這張相片。它及後成為了西班牙內戰的標誌性相片，以及反法西斯主義的象徵。
這張照片及後成為了著作《十三朵玫瑰》（由卡洛斯·丰塞卡所著）的封面。科隆酒店在戰爭後被拆掉，之後重建成班尼斯托銀行的門店。